# Beaune-la-Rolande
Beaune-la-Rolande é uma comuna francesa na região administrativa do Centro, no departamento Loiret. Estende-se por uma área de 20,63 km². Em 2010 a comuna tinha 2 144 habitantes (densidade: 103,9 hab./km²).